# Maison au 23, rue des Tonneliers à Strasbourg
La maison au 23, rue des Tonneliers est un monument historique situé à Strasbourg, dans le département français du Bas-Rhin.

## Localisation
Ce bâtiment est situé au 23, rue des Tonneliers à Strasbourg.

## Historique
L'édifice fait l'objet d'une inscription au titre des monuments historiques depuis 1929 pour la façade sur rue et l'escalier.